# Miami Orange Bowl
Lo stadio Orange Bowl è stato un impianto sportivo multiuso che si trovava al centro di Miami, in Florida, nel quartiere di Little Havana.

## Storia
L'impianto venne inaugurato nel 1937 con la denominazione Burdine Stadium, dal nome dell'impresario Roddy Burdine, e venne rinominato Orange Bowl nel 1959, in quanto l'impianto ha ospitato annualmente dal 1938 al 1995 l'Orange Bowl, un incontro di football americano universitario tra squadre della Division I della National Collegiate Athletic Association. La manifestazione dal 1996 venne trasferita al Dolphin Stadium, sempre a Miami ed è tornata a disputarsi nello stadio Orange Bowl solamente nell'edizione del 1999.
L'impianto è stato la sede dei Miami Hurricanes e ha ospitato i Miami Dolphins, per le loro prime 21 stagioni, fino all'apertura, avvenuta nel 1987 del Sun Life Stadium, nella vicina Miami Gardens.
Lo stadio ha ospitato le edizioni II III V X e XIII del Super Bowl e l'edizione 1975 del Pro Bowl vinta dalla National Football League con il punteggio di 17-10 sulla American Football Conference. Nello stadio si sono disputati diversi incontri di varie edizioni della CONCACAF Gold Cup e nel 1990 la finale della Recopa Sudamericana tra i colombiani dell'Atletico Nacional e gli argentini del Boca Juniors che con il punteggio di 1-0 si aggiudicarono il trofeo.
In occasione dei Giochi Olimpici di Atlanta del 1996 lo stadio ha ospitato otto incontri del torneo di calcio maschile e tre incontri del torneo di calcio femminile.
Nel 2005, l'uragano Wilma ha causato danni strutturali allo stadio, che ha riacceso la discussione sull'opportunità di demolire l'impianto. Il danno è stato successivamente riparato.
Lo stadio è stato demolito nel 2008 per far posto ad una nuova struttura, il Marlins Park, stadio di baseball di proprietà de Florida Marlins, i cui lavori di costruzione sono iniziati il 1º luglio 2009 ed è stato inaugurato il 4 aprile 2012.
L'ultima apertura dello stadio, al pubblico, è avvenuta tra l'8 e 10 febbraio 2008 per un'asta di cimeli dell'Orange Bowl.
Lo stadio ha ospitato il concerto di Madonna, Who's That Girl Tour e il Victory Tour dei Jackson 5.

### Curiosità
Lo stadio venne inoltre sfruttato per alcune scene cinematografiche, come: 
- nel film Poliziotto superpiù con Terence Hill per la scena con la fidanzata allo stadio in cui dopo aver fatto sparire con i suoi poteri il pubblico scova un latitante.
- nel film I due superpiedi quasi piatti con Bud Spencer e Terence Hill, per le scene delle scazzottate fra i due protagonisti ed il gruppo dei ragazzi di "Geronimo".
- nel film Ace Ventura - L'acchiappanimali con Jim Carrey.

## Eventi Sportivi

### Football americano

#### Super Bowl
| Data            | Super Bowl | Squadra #1          | Punteggio | Squadra #2          | Punteggio | Spettatori |
| --------------- | ---------- | ------------------- | --------- | ------------------- | --------- | ---------- |
| 14 gennaio 1968 | II         | Green Bay Packers   | 33        | Oakland Raiders     | 14        | 75546      |
| 12 gennaio 1969 | III        | New York Jets       | 16        | Baltimore Colts     | 7         | 75,389     |
| 17 gennaio 1971 | V          | Baltimore Colts     | 16        | Dallas Cowboys      | 13        | 79204      |
| 18 gennaio 1976 | X          | Dallas Cowboys      | 17        | Pittsburgh Steelers | 21        | 80187      |
| 21 gennaio 1979 | XIII       | Pittsburgh Steelers | 35        | Dallas Cowboys      | 31        | 79484      |

### Calcio

#### Recopa Sudamericana 1990
| Data          | Ora (EDT) | Squadra #1                                          | Risultato | Squadra #2                                          | Spettatori |
| ------------- | --------- | --------------------------------------------------- | --------- | --------------------------------------------------- | ---------- |
| 17 marzo 1990 | 19:00     | Atlético Nacional Vincitore Coppa Libertadores 1989 | 0-1       | Boca Juniors Vincitore Supercoppa Sudamericana 1989 | 9000       |

#### Giochi della XXVI Olimpiade - Torneo di calcio maschile
| Data           | Ora (EDT) | Squadra #1 | Risultato | Squadra #2     | Fase del torneo  | Spettatori |
| -------------- | --------- | ---------- | --------- | -------------- | ---------------- | ---------- |
| 20 luglio 1996 | 18:30     | Francia    | 2–0       | Australia      | Gruppo B         | 14322      |
| 21 luglio 1996 | 18:30     | Giappone   | 1–0       | Brasile        | Gruppo D         | 46713      |
| 22 luglio 1996 | 18:30     | Australia  | 2–1       | Arabia Saudita | Gruppo B         | 5997       |
| 23 luglio 1996 | 20:30     | Brasile    | 3–1       | Ungheria       | Gruppo D         | 34871      |
| 24 luglio 1996 | 19:00     | Francia    | 2–1       | Arabia Saudita | Gruppo B         | 4615       |
| 25 luglio 1996 | 20:30     | Brasile    | 1–0       | Nigeria        | Gruppo D         | 55650      |
| 27 luglio 1996 | 18:00     | Portogallo | 2–1 (dts) | Francia        | Quarti di finale | 22,339     |
| 28 luglio 1996 | 18:00     | Brasile    | 4–2       | Ghana          | Quarti di finale | 55650      |

#### Giochi della XXVI Olimpiade - Torneo di calcio femminile
| Data           | Ora (EDT) | Squadra #1 | Risultato | Squadra #2  | Fase del torneo | Spettatori |
| -------------- | --------- | ---------- | --------- | ----------- | --------------- | ---------- |
| 21 luglio 1996 | 16:00     | Svezia     | 0–1       | Cina        | Gruppo E        | 46724      |
| 23 luglio 1996 | 18:00     | Danimarca  | 3–1       | Cina        | Gruppo E        | 34871      |
| 25 luglio 1996 | 18:30     | Cina       | 0–0       | Stati Uniti | Gruppo E        | 55650      |

#### CONCACAF Gold Cup 1998
| Data            | Squadra #1 | Risultato | Squadra #2 | Fase del torneo | Spettatori |
| --------------- | ---------- | --------- | ---------- | --------------- | ---------- |
| 3 febbraio 1998 | Brasile    | 0–0       | Giamaica   | Gruppo A        | 43754      |
| 6 febbraio 1998 | Brasile    | 1–1       | Guatemala  | Gruppo A        | 17842      |

Brasile (CONMEBOL), ha partecipato al torneo su invito.

#### CONCACAF Gold Cup 2000
| Data             | Squadra #1  | Risultato    | Squadra #2  | Fase del torneo | Spettatori |
| ---------------- | ----------- | ------------ | ----------- | --------------- | ---------- |
| 12 febbraio 2000 | Stati Uniti | 3–0          | Haiti       | Group B         | 49591      |
| 12 febbraio 2000 | Colombia    | 1–0          | Giamaica    | Group A         | 49591      |
| 14 febbraio 2000 | Giamaica    | 0–2          | Honduras    | Group A         | 50164      |
| 14 febbraio 2000 | Haiti       | 1–1          | Perù        | Group B         | 23795      |
| 16 febbraio 2000 | Honduras    | 2–0          | Colombia    | Group A         | 36004      |
| 16 febbraio 2000 | Perù        | 0–1          | Stati Uniti | Group B         | 36004      |
| 19 febbraio 2000 | Stati Uniti | 2–2(1-2 pen) | Colombia    | Quarterfinals   | 32972      |
| 19 febbraio 2000 | Honduras    | 3–5          | Perù        | Quarterfinals   | 32972      |

Colombia e Perù (CONMEBOL), e Corea del Sud, (AFC) hanno partecipato al torneo su invito.

#### CONCACAF Gold Cup 2002
| Data            | Squadra #1        | Risultato        | Squadra #2        | Fase del torneo  | Spettatori |
| --------------- | ----------------- | ---------------- | ----------------- | ---------------- | ---------- |
| 17 gennaio 2002 | Martinica         | 0–2              | Costa Rica        | Gruppo C         | 14508      |
| 17 gennaio 2002 | Haiti             | 2-1              | Canada            | Gruppo D         | 14508      |
| 19 gennaio 2002 | Costa Rica        | 1–1              | Trinidad e Tobago | Gruppo C         | 12253      |
| 19 gennaio 2002 | Ecuador           | 1–3              | Haiti             | Gruppo D         | 12253      |
| 21 gennaio 2002 | Trinidad e Tobago | 0–1              | Martinica         | Gruppo C         | 3,827      |
| 21 gennaio 2002 | Canada            | 0-2              | Ecuador           | Gruppo D         | 3,827      |
| 26 gennaio 2002 | Costa Rica        | 2-1 (dts)        | Haiti             | Quarti di finale | 14,823     |
| 26 gennaio 2002 | Canada            | 1-1 (6-5 d.c.r.) | Martinica         | Quarti di finale | 14,823     |

Ecuador (CONMEBOL) e Corea del Sud, (AFC) hanno partecipato al torneo su invito.

#### CONCACAF Gold Cup 2003
| Data           | Squadra #1  | Risultato   | Squadra #2 | Fase del torneo      | Spettatori |
| -------------- | ----------- | ----------- | ---------- | -------------------- | ---------- |
| 12 luglio 2003 | Giamaica    | 0-1         | Colombia   | Gruppo B             | 15423      |
| 14 luglio 2003 | Guatemala   | 0-2         | Giamaica   | Gruppo B             | 10323      |
| 16 luglio 2003 | Colombia    | 1-1         | Guatemala  | Gruppo B             | 11233      |
| 19 luglio 2003 | Colombia    | 0-2         | Brasile    | Quarti di finale     | 23425      |
| 23 luglio 2003 | Stati Uniti | 0-1 (a.e.t) | Brasile    | Semifinali           | 35211      |
| 26 luglio 2003 | Stati Uniti | 3-2         | Costa Rica | Finale 3º - 4º posto | 5093       |

Colombia e Brasile (CONMEBOL), hanno partecipato al torneo su invito.

#### CONCACAF Gold Cup 2005
| Data           | Squadra #1        | Risultato | Squadra #2        | Fase del torneo | Spettatori |
| -------------- | ----------------- | --------- | ----------------- | --------------- | ---------- |
| 5 luglio 2005  | Colombia          | 0-2       | Panama            | Gruppo A        | 10,311     |
| 5 luglio 2005  | Trinidad e Tobago | 1-1       | Honduras          | Gruppo A        | 10,311     |
| 9 luglio 2005  | Panama            | 2-2       | Trinidad e Tobago | Gruppo A        | 17,292     |
| 9 luglio 2005  | Honduras          | 2-1       | Colombia          | Gruppo A        | 17,292     |
| 11 luglio 2005 | Colombia          | 2-0       | Trinidad e Tobago | Gruppo A        | 8,457      |
| 11 luglio 2005 | Honduras          | 1-0       | Panama            | Gruppo A        | 8,457      |

Colombia (CONMEBOL) e Sudafrica (CAF), hanno partecipato al torneo su invito.

#### CONCACAF Gold Cup 2007
| Data           | Squadra #1 | Risultato | Squadra #2 | Fase del torneo | Spettatori |
| -------------- | ---------- | --------- | ---------- | --------------- | ---------- |
| 6 giugno 2007  | Costa Rica | 1-2       | Canada     | Gruppo A        | 17,420     |
| 6 giugno 2007  | Guadalupa  | 1-1       | Haiti      | Gruppo A        | 17,420     |
| 9 giugno 2007  | Canada     | 1-2       | Guadalupa  | Gruppo A        | 22,529     |
| 9 giugno 2007  | Haiti      | 1-1       | Costa Rica | Gruppo A        | 22,529     |
| 11 giugno 2007 | Costa Rica | 1-0       | Guadalupa  | Gruppo A        | 15,892     |
| 11 giugno 2007 | Haiti      | 0-2       | Canada     | Gruppo A        | 15,892     |